# هشتاد و یکمین مراسم گلدن گلوب
هشتاد و یکمین مراسم گلدن گلوب از بهترین‌های سینما و تلویزیون آمریکا در سال ۲۰۲۳ تقدیر کرد. این مراسم در ۷ ژانویهٔ ۲۰۲۴ در هتل بورلی هیلتون در بورلی هیلز، کالیفرنیا برگزار شد. این مراسم در ایالات متحده برای بار نخست از زمان مراسم ۱۹۸۲ به‌وسیلهٔ سی‌بی‌اس به‌صورت زنده پخش شد. جو کوی مجری این مراسم بود.
نامزدها در ۱۱ دسامبر ۲۰۲۳ اعلام شدند. باربی و وراثت هر دو با ۹ نامزدی، بیشترین نامزدی را کسب کردند و پس از آن اوپنهایمر با هشت نامزدی بود. علاوه بر این، پدیده فرهنگی «باربنهایمر» در مجموع ۱۷ بار نامزد شد که در مجموع سه جایزه را از آن خود کرد.

## نامزدی‌ها

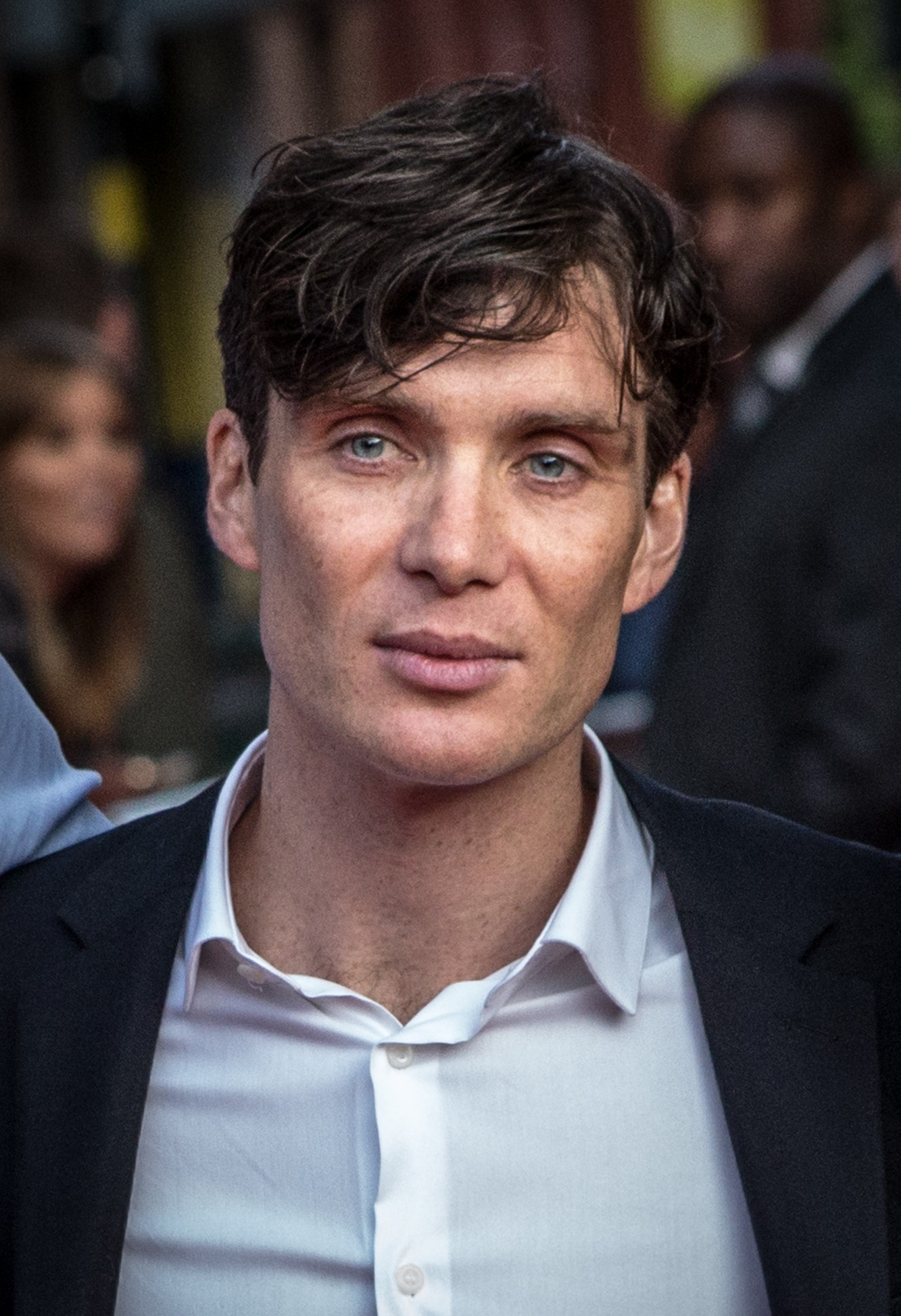
کیلین مورفی، برنده بهترین بازیگر مرد در فیلم درام

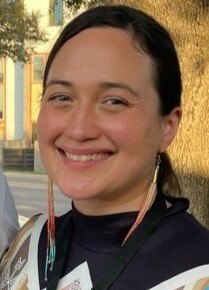
لیلی گلادستون، برنده بهترین بازیگر زن در فیلم درام

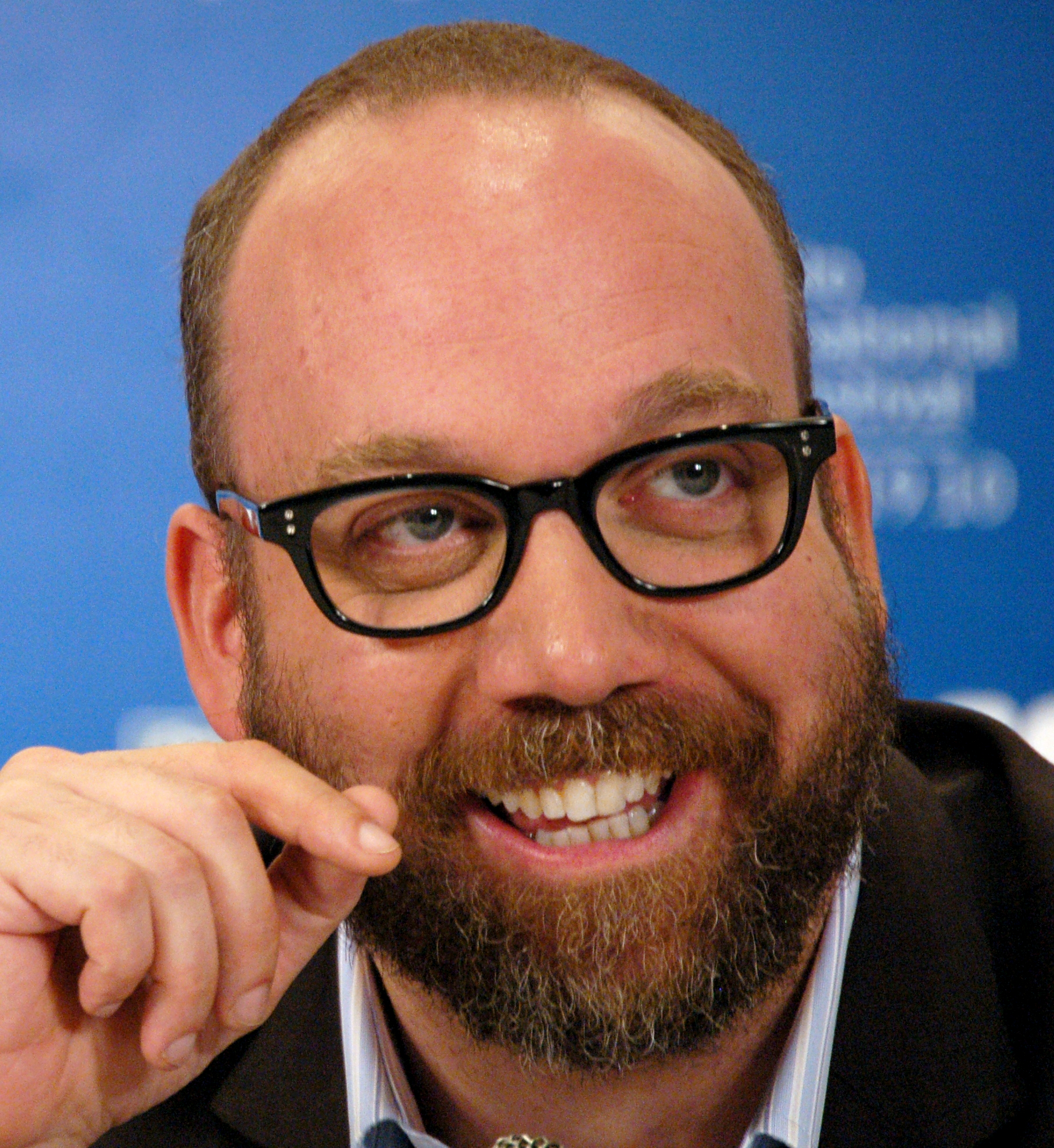
پل جیاماتی، برنده بهترین بازیگر مرد در فیلم موزیکال یا کمدی

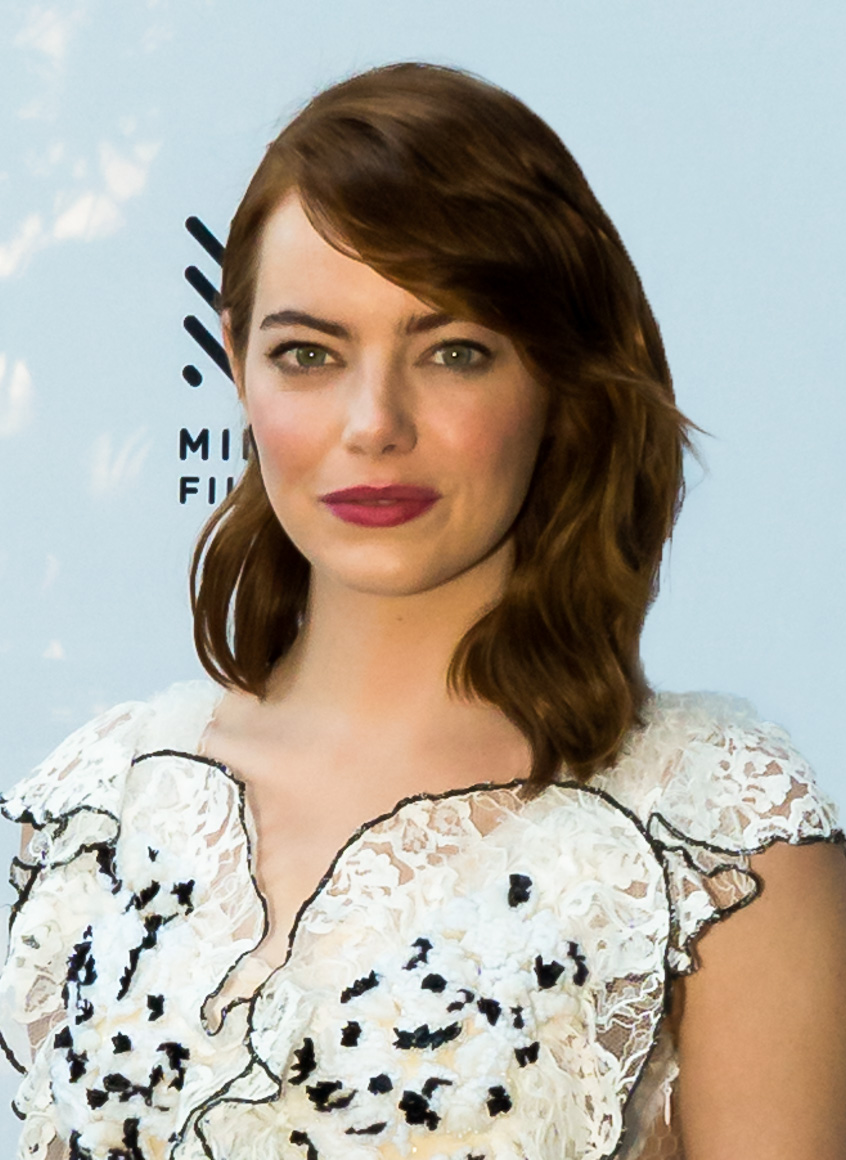
اما استون، برنده بهترین بازیگر زن در فیلم موزیکال یا کمدی

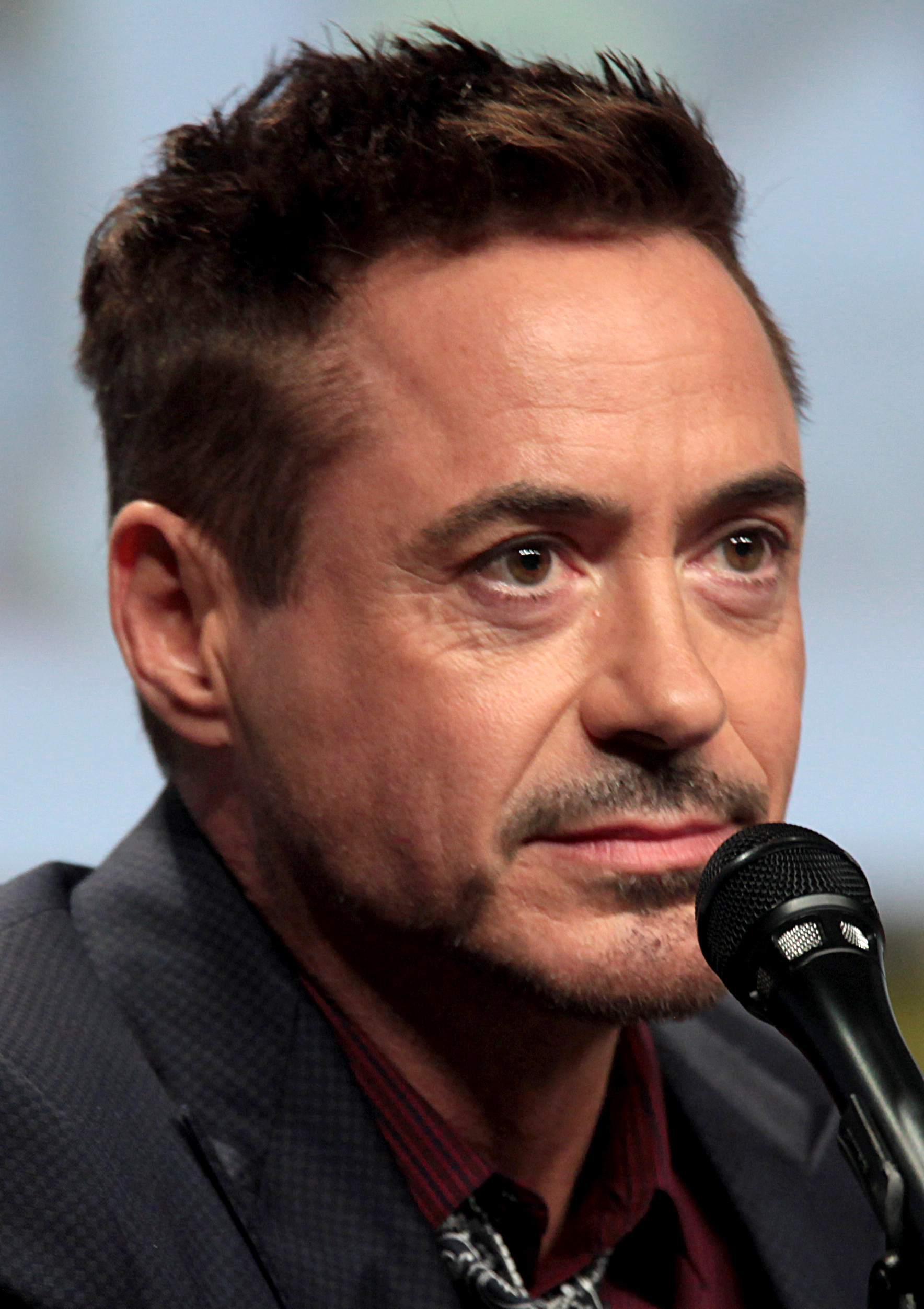
رابرت داونی جونیور، برنده بهترین بازیگر نقش مکمل مرد

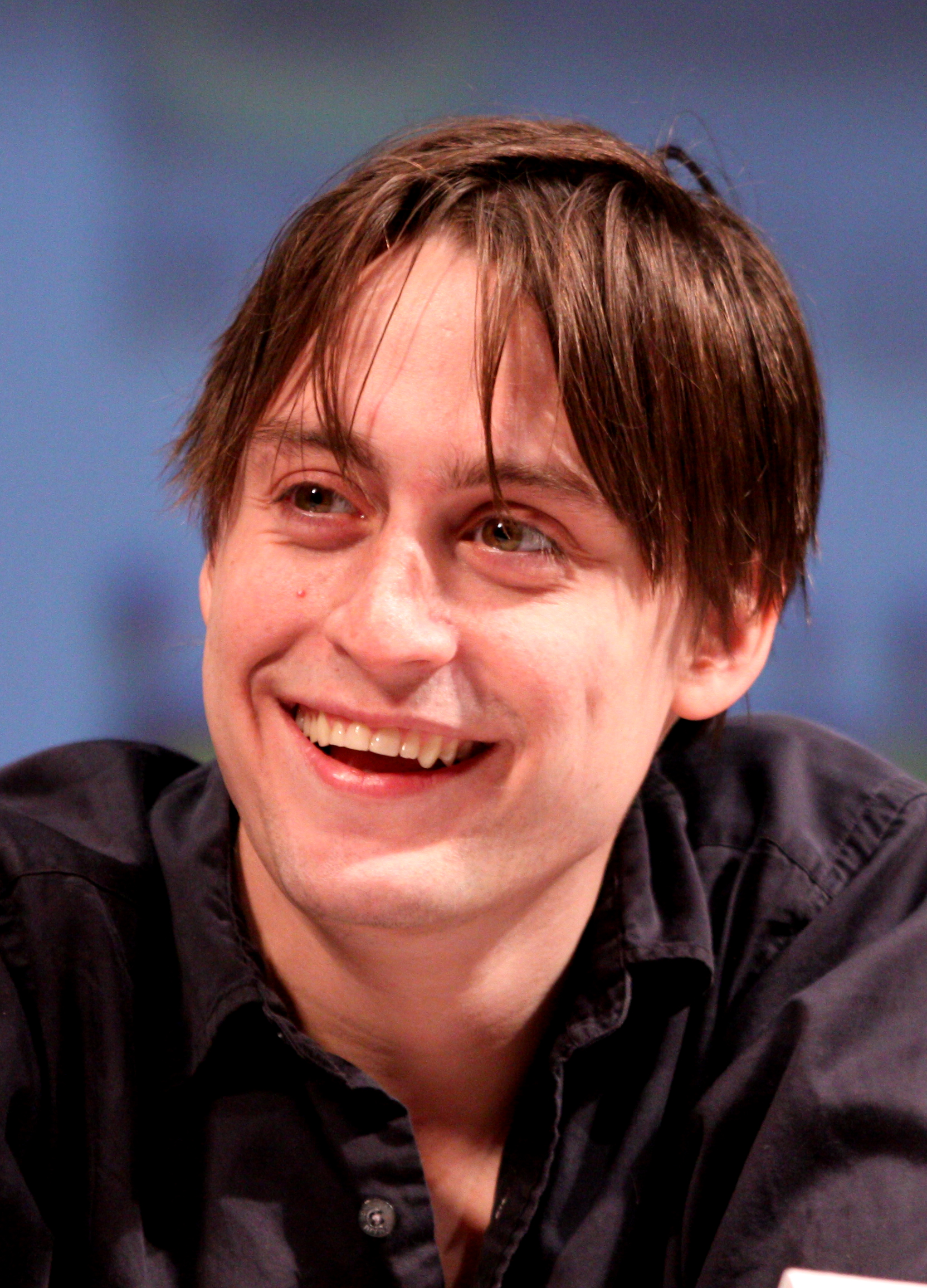
کیرن کالکین، برنده بهترین بازیگر مرد در سریال تلویزیونی – درام

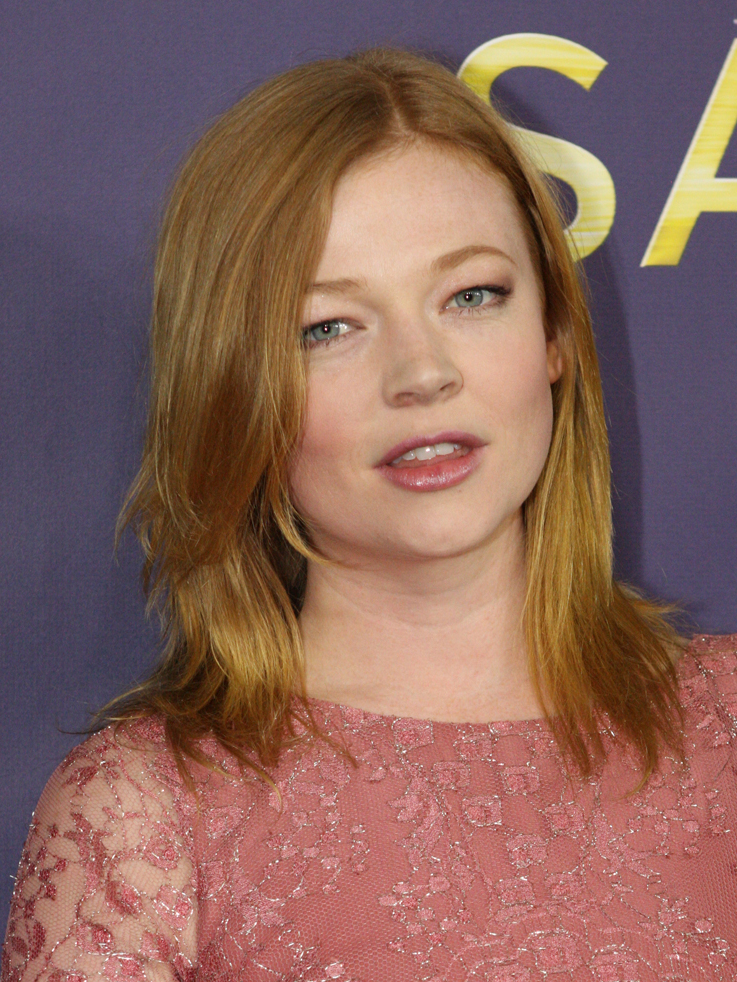
سارا اسنوک، برنده بهترین بازیگر زن در سریال تلویزیونی – درام

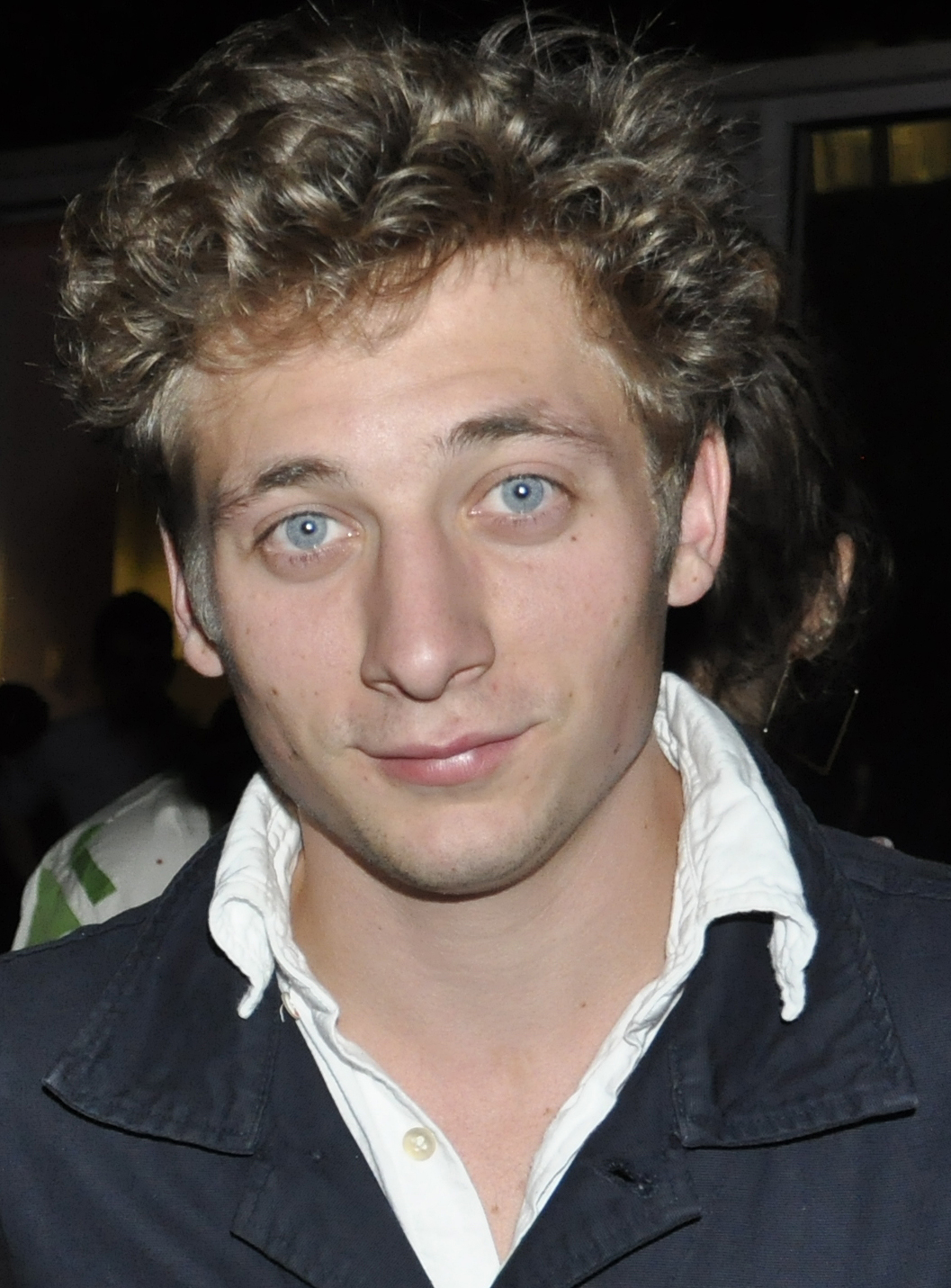
جرمی آلن وایت، برنده بهترین بازیگر مرد در سریال تلویزیونی – موزیکال یا کمدی

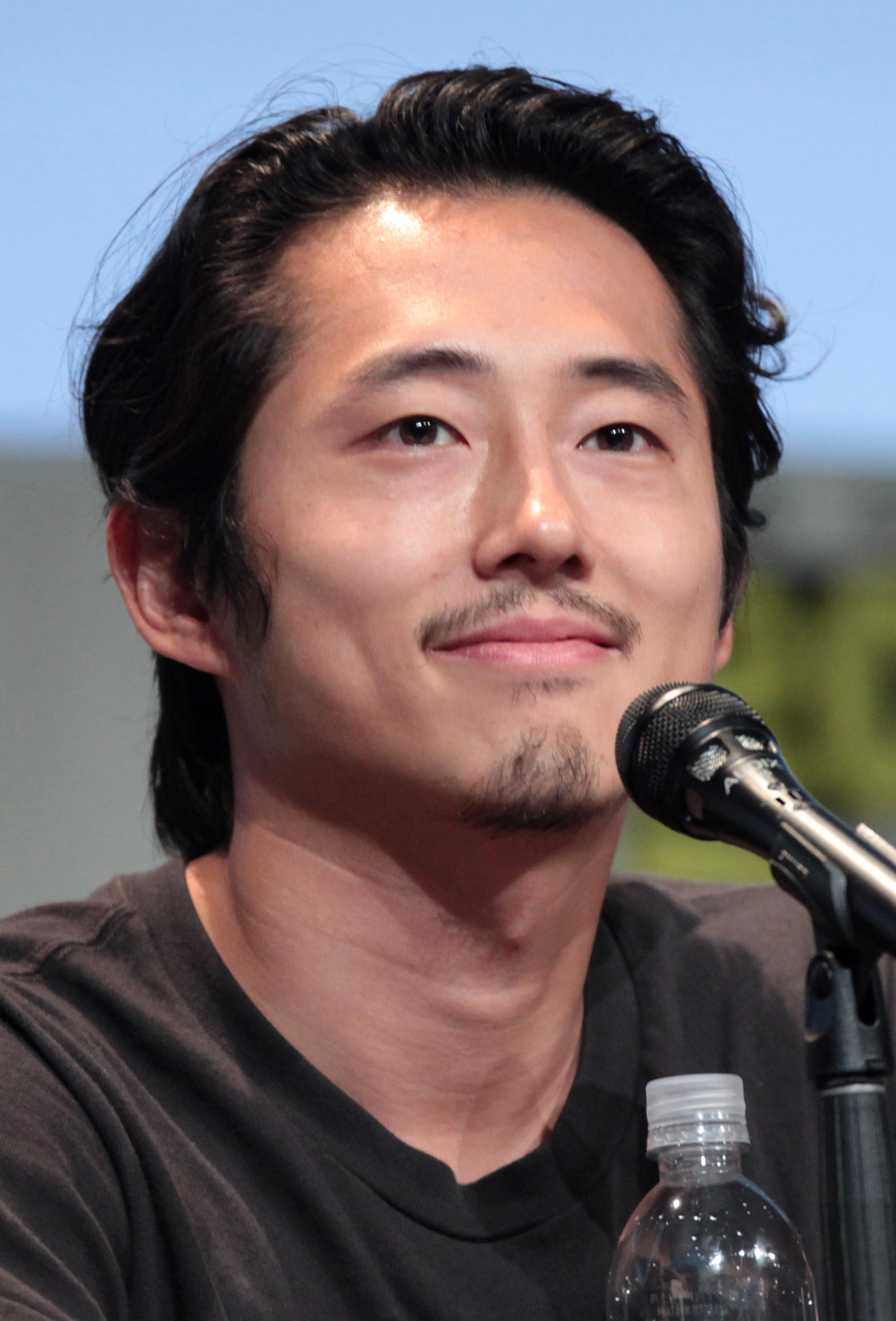
استیون ین، برنده بهترین بازیگر مرد در مجموعه محدود، مجموعه آنتولوژی یا فیلم ساخته شده برای تلویزیون

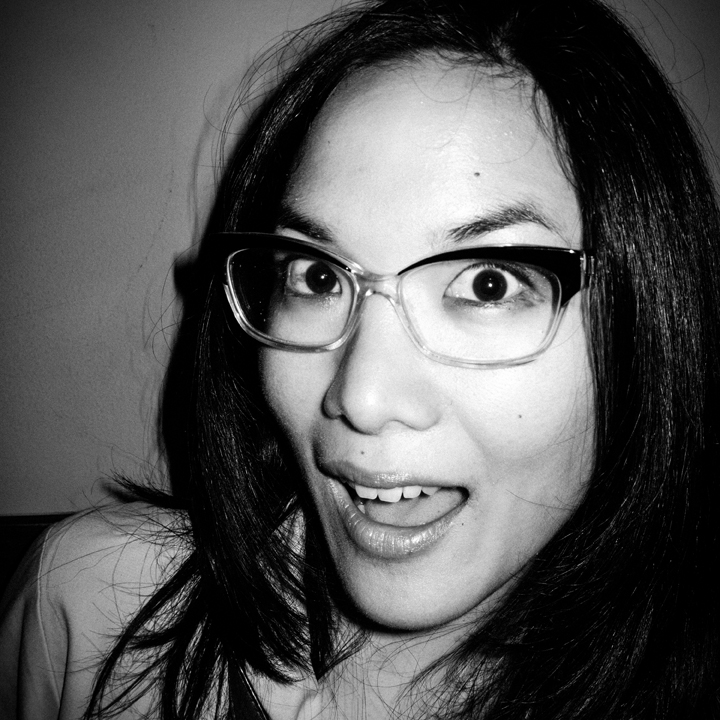
الی وانگ، برنده بهترین بازیگر زن مجموعه محدود، مجموعه آنتولوژی یا فیلم ساخته شده برای تلویزیون

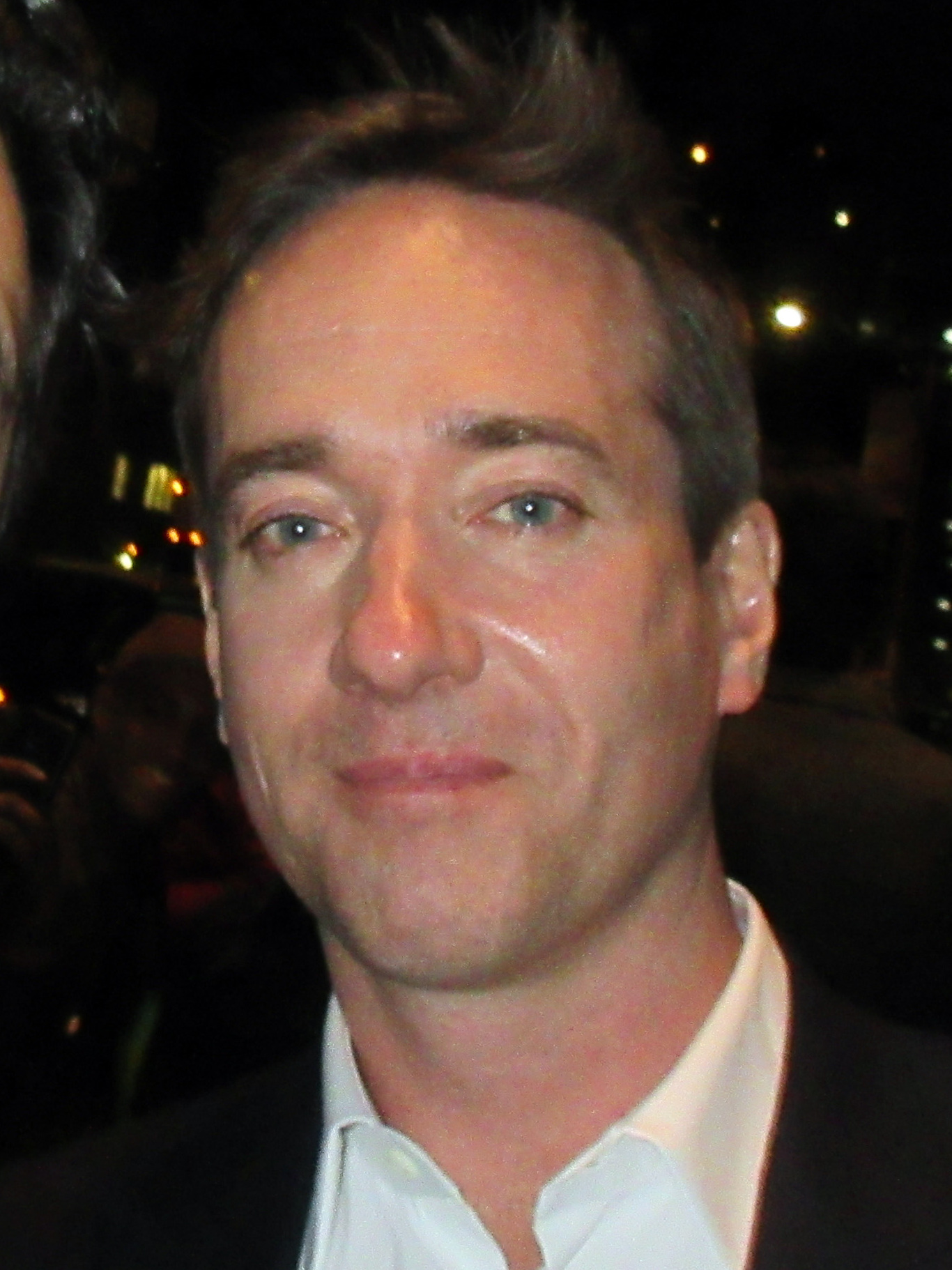
متیو مک‌فادین، برنده بهترین بازیگر نقش مکمل مرد در مجموعه، مجموعه محدود، مجموعه آنتولوژی یا فیلم ساخته شده برای تلویزیون

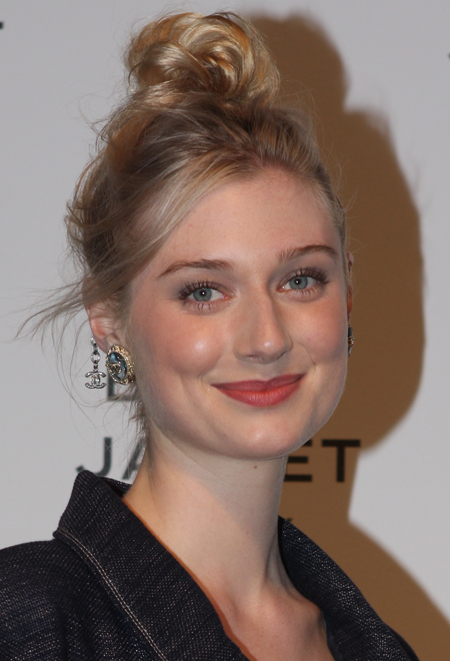
الیزابت دبیکی، برنده بهترین بازیگر نقش مکمل زن در مجموعه، مجموعه محدود، مجموعه آنتولوژی یا فیلم ساخته شده برای تلویزیون

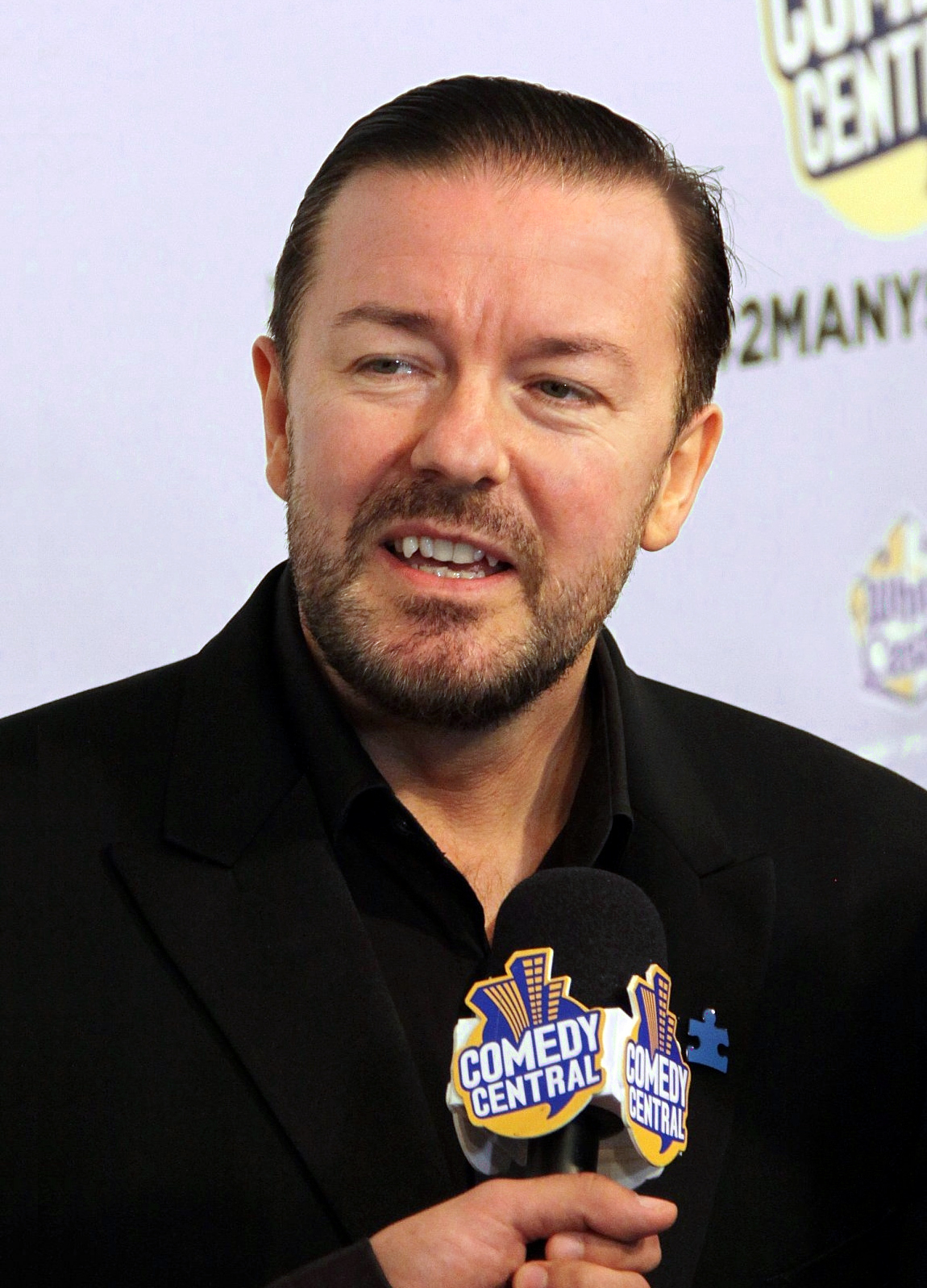
ریکی جرویز، برنده بهترین استندآپ کمدین تلویزیونی

### فیلم
| بهترین فیلم | بهترین فیلم |
| درام | موزیکال یا کمدی |
| --- | --- |
| - اوپنهایمر - آناتومی یک سقوط - قاتلان ماه گل - مایسترو - زندگی‌های گذشته - منطقه مورد علاقه | - بیچارگان - ایر - داستان آمریکایی - باربی - جاماندگان - می دسامبر |
| بهترین فیلم پویانمایی | بهترین فیلم غیر انگلیسی‌زبان |
| - پسر و مرغ ماهی‌خوار - المنتال - مرد عنکبوتی: در میان دنیای عنکبوتی - فیلم برادران سوپر ماریو - سوزومه - آرزو | - آناتومی یک سقوط (فرانسه) - برگ‌های افتاده (فنلاند) - من کاپیتان هستم (ایتالیا) - زندگی‌های گذشته (ایالات متحده آمریکا) - جامعه برفی (اسپانیا) - منطقه مورد علاقه (بریتانیا/ایالات متحده/لهستان) |
| دستاورد سینمایی و گیشه | |
| - باربی - نگهبانان کهکشان بخش ۳ - جان ویک: بخش ۴ - مأموریت: غیرممکن – روزشمار مرگ قسمت اول - اوپنهایمر - مرد عنکبوتی: در میان دنیای عنکبوتی - فیلم برادران سوپر ماریو - تیلور سوئیفت: تور دوره‌ها                                                                                               | |
| بهترین اجرا در فیلم – درام | |
| بازیگر مرد – درام | بازیگر زن – درام |
| - کیلین مورفی – اوپنهایمر در نقش جی. رابرت اوپنهایمر - بردلی کوپر – مایسترو در نقش لئونارد برنستاین - لئوناردو دی‌کاپریو – قاتلان ماه گل در نقش ارنست برکهارت - کولمن دومینگو – راستین در نقش بایارد راستین - بری کیوگن – سالتبرن در نقش الیور کوییک - اندرو اسکات – همه ما غریبه‌ها در نقش ادام | - لیلی گلداستون – قاتلان ماه گل در نقش مولی برکهارت - آنت بنینگ – نیاد در نقش دیانا نیاد - زاندرا هولر – آناتومی یک سقوط در نقش ساندرا وویتر - گرتا لی – زندگی‌های گذشته در نقش نورا مون / مون نا-یونگ - کری مولیگان – مایسترو در نقش فلیشا مانتیلگره برنستاین - کیلی اسپینی – پریسیلا در نقش پریسیلا پریسلی                                                                              |
| بهترین اجرا در فیلم – موزیکال یا کمدی | |
| بازیگر مرد – موزیکال یا کمدی | بازیگر زن – موزیکال یا کمدی |
| - پل جیاماتی – جاماندگان در نقش پل هانهام - نیکلاس کیج – سناریوی رؤیایی در نقش دکتر پل متیوز - تیموتی شالامی – وانکا در نقش ویلی وانکا - مت دیمون – ایر در نقش سانی واکارو - واکین فینیکس – بیو می‌ترسد در نقش بیو واسرمن - جفری رایت – داستان آمریکایی در نقش تلونیوس «مانک» الیس              | - اما استون – بیچارگان در نقش بلا باکستر - فانتازیا بارینو – رنگ ارغوانی در نقش سلی هریس-جانسون - جنیفر لارنس – به دل نگیر در نقش مدی بارکر - ناتالی پورتمن – می دسامبر در نقش الیزابت بری - آلما پویستی – برگ‌های افتاده در نقش آنسا - مارگو رابی – باربی در نقش باربی |
| بهترین اجرای مکمل در فیلم | |
| مرد | زن |
| - رابرت داونی جونیور – اوپنهایمر در نقش لوئیس استراوز - ویلم دفو – بیچارگان در نقش دکتر. گادوین باکستر - رابرت دنیرو – قاتلان ماه گل در نقش ویلیام کینگ هیل - رایان گاسلینگ – باربی در نقش کن ساحلی - چارلز ملتون – می دسامبر در نقش جو یو - مارک رافلو – بیچارگان در نقش دانکن ودربرن         | - داواین جوی رندالف – جاماندگان در نقش مری لمب - امیلی بلانت – اوپنهایمر در نقش کاترین اوپنهایمر - دانیل بروکس – رنگ ارغوانی در نقش سوفیا جانسون - جودی فاستر – نیاد در نقش بانی استول - جولین مور – می دسامبر در نقش گریسی آترتون-یو - رزمند پایک – سالتبرن در نقش السپت کاتن |
| دیگر | |
| بهترین کارگردانی | بهترین فیلم‌نامه |
| - کریستوفر نولان – اوپنهایمر - بردلی کوپر – مایسترو - گرتا گرویگ – باربی - یورگوس لانتیموس – بیچارگان - مارتین اسکورسیزی – قاتلان ماه گل - سلین سونگ – زندگی‌های گذشته | - ژوستین تریه و آرتور هراری – آناتومی یک سقوط - گرتا گرویگ و نوآ بامباک – باربی - تونی مک‌نمارا – بیچارگان - کریستوفر نولان – اوپنهایمر - اریک راث و مارتین اسکورسیزی – قاتلان ماه گل - سلین سونگ – زندگی‌های گذشته |
| بهترین موسیقی | بهترین ترانه غیراقتباسی |
| - لودویگ گورانسون – اوپنهایمر - جرسکین فندریکس – بیچارگان - جو هیسایشی – پسرک و هرون - میکاچو – منطقه مورد علاقه - دانیل پمبرتن – مرد عنکبوتی: در میان دنیای عنکبوتی - رابی رابرتسون – قاتلان ماه گل                                                                                           | - «من برای چه ساخته شده بودم؟» (بیلی آیلیش و فینیس اوکانل) – باربی - «معتاد به عاشقانه» (بروس اسپرینگستین) – او نزد من آمد - «رقص شب» (مارک رانسون، اندرو وات دوآ لیپا و کرولین آیلین) – باربی - «من فقط کن هستم» (مارک رانسون و اندرو ویات) – باربی - «پیچز» (جک بلک، آرون هوروات، مایکل جلنیک، اریک آزموند و تینیشس دی) – فیلم برادران سوپر ماریو - «راه آزادی» (لنی کراویتز) – راستین |

#### فیلم‌های با نامزدی‌های چندباره
فیلم‌های زیر چند نامزدی دریافت کردند:
| نامزدی‌ها | فیلم‌ها                             | توزیع‌کننده                         |
| -------- | ---------------------------------- | ---------------------------------- |
| ۹        | باربی                              | برادران وارنر پیکچرز               |
| ۸        | اوپنهایمر                          | یونیورسال پیکچرز                   |
| ۷        | قاتلان ماه گل                      | پارامونت پیکچرز/اپل اورجینال فیلمز |
| ۷        | بیچارگان                           | سرچلایت پیکچرز                     |
| ۵        | زندگی‌های گذشته                     | ای۲۴                               |
| ۴        | مایسترو                            | نتفلیکس                            |
| ۴        | می دسامبر                          | نتفلیکس                            |
| ۴        | آناتومی یک سقوط                    | نئون                               |
| ۳        | جاماندگان                          | فوکس فیچرز                         |
| ۳        | مرد عنکبوتی: در میان دنیای عنکبوتی | سونی پیکچرز                        |
| ۳        | فیلم برادران سوپر ماریو            | یونیورسال پیکچرز                   |
| ۳        | منطقه مورد علاقه                   | ای۲۴                               |
| ۲        | ایر                                | آمازون استودیوز                    |
| ۲        | داستان آمریکایی                    | آمازون ام‌جی‌ام استودیوز             |
| ۲        | پسرک و هرون                        | استودیو جیبلی                      |
| ۲        | رنگ ارغوانی                        | برادران وارنر پیکچرز               |
| ۲        | برگ‌های افتاده                      | موبی                               |
| ۲        | نیاد                               | نتفلیکس                            |
| ۲        | راستین                             | نتفلیکس                            |
| ۲        | سالتبرن                            | آمازون ام‌جی‌ام استودیوز             |

#### فیلم‌ها با پیروزی‌های چندباره
فیلم‌های زیر چند جایزه دریافت کردند:
| پیروزی‌ها | فیلم‌ها          | دسته‌بندی        | توزیع‌کننده           |
| -------- | --------------- | --------------- | -------------------- |
| ۵        | اوپنهایمر       | درام            | یونیورسال پیکچرز     |
| ۲        | آناتومی یک سقوط | درام            | نئون                 |
| ۲        | باربی           | موزیکال یا کمدی | برادران وارنر پیکچرز |
| ۲        | جاماندگان       | موزیکال یا کمدی | فوکس فیچرز           |
| ۲        | بیچارگان        | موزیکال یا کمدی | سرچلایت پیکچرز       |

### تلویزیون
| بهترین مجموعه تلویزیونی | بهترین مجموعه تلویزیونی |
| درام | موزیکال یا کمدی |
| --- | --- |
| - وراثت - ۱۹۲۳ - تاج - دیپلمات - آخرین بازمانده از ما - برنامه صبحگاهی | - خرس - دبستان ابوت - بری - وظیفه هیئت منصفه - فقط قتل‌های داخل ساختمان - تد لاسو |
| بهترین مجموعه تلویزیونی کوتاه یا فیلم تلویزیونی | |
| - مشاجره - همهٔ نوری که نمی‌توانیم ببینیم - دیزی جونز و گروه شش - فارگو - همراهان سفر - درس‌های شیمی | |
| بهترین اجرا در مجموعه تلویزیونی – درام | |
| بازیگر مرد – مجموعه تلویزیونی درام | بازیگر زن – مجموعه تلویزیونی درام |
| - کیرن کالکین – وراثت در نقش رومن روی - برایان کاکس – وراثت در نقش لوگان روی - گری اولدمن – اسب‌های آرام در نقش جکسون لمب - پدرو پاسکال – آخرین بازمانده از ما در نقش جوئل - جرمی استرانگ – وراثت در نقش کندال روی - دومینیک وست – تاج در نقش چارلز، شاهزاده ولز                           | - سارا اسنوک – وراثت در نقش سیوبهان «شیو» روی - هلن میرن – ۱۹۲۳ در نقش کارا داتن - بلا رمزی – آخرین بازمانده از ما در نقش الی - کری راسل – دیپلمات در نقش کاترین «کیت» وایلر - ایملدا استنتون – تاج در نقش ملکه الیزابت دوم - اما استون – نفرین در نقش ویتنی سیگل                                                 |
| بهترین اجرا در مجموعه تلویزیونی – موزیکال یا کمدی | |
| بازیگر مرد – مجموعه تلویزیونی موزیکال یا کمدی | بازیگر زن – مجموعه تلویزیونی موزیکال یا کمدی |
| - جرمی آلن وایت – خرس در نقش کارمن «کارمی» برزاتو - بیل هیدر – بری در نقش بری برکمن - استیو مارتین – فقط قتل‌های داخل ساختمان در نقش چارلز هدن-ساواج - جیسون سیگل – روان‌درمانی در نقش جیمی لیرد - مارتین شورت – فقط قتل‌های داخل ساختمان در نقش - جیسون سودیکیس – تد لاسو در نقش تد لاسو    | - آیو ادبیری – خرس در نقش سیدنی آدامو - ریچل بروزناهان – خانم میزل شگفت‌انگیز در نقش میریام «میج» مایزل - کوئینتا برانسون – دبستان ابوت در نقش جنین تیگز - ال فانینگ – کبیر در نقش کاترین دوم - سلنا گومز – فقط قتل‌های داخل ساختمان در نقش میبل مورا - ناتاشا لیون – پوکر فیس در نقش چارلی کیل                     |
| بهترین اجرا در مجموعه محدود، مجموعه گلچین یا فیلم ساخته شده برای تلویزیون | |
| بازیگر مرد – مجموعه تلویزیونی کوتاه یا فیلم تلویزیونی | بازیگر زن – مجموعه تلویزیونی کوتاه یا فیلم تلویزیونی |
| - استیون ین – مشاجره در نقش دنی کو - مت بامر – همراهان سفر در نقش هاوکینز «هاک» فولر - سم کلفلین – دیزی جونز و گروه شش در نقش بیلی دان - جان هم – فارگو در نقش کلانتر روی تیلمن - وودی هرلسون – لوله‌کش‌های کاخ سفید در نقش ای. هاوارد هانت - دیوید اویلوو – لاومن: باس ریوز در نقش بس ریوز | - الی وانگ – مشاجره در نقش ایمی لو - رایلی کیئو – دیزی جونز و گروه شش در نقش مارگارت «دیزی» جونز - بری لارسون – درس‌های شیمی در نقش الیزابت زوت - الیزابت اولسن – عشق و مرگ در نقش کندیس «کندی» مونتگومری - جونو تمپل – فارگو در نقش دوروتی "دات" لیون - ریچل وایس – Dead Ringers در نقش بورلی مانتل / الیوت مانتل |
| بهترین اجرای مکمل درمجموعه، مجموعه محدود، مجموعه گلچین یا فیلم ساخته شده برای تلویزیون | |
| بازیگر نقش مکمل مرد – سریال، سریال کوتاه یا فیلم تلویزیونی | بازیگر نقش مکمل زن – سریال، سریال کوتاه یا فیلم تلویزیونی |
| - متیو مک‌فادین – وراثت در نقش تام وامبسگانز - بیلی کروداپ – برنامه صبحگاهی در نقش کوری الیسون - جیمز مارسدن – وظیفه هیئت منصفه در نقش خودش - ابن ماس-بچراک – خرس در نقش ریچارد "ریچی" جریموویچ - آلن راک – وراثت در نقش کانر روی - الکساندر اسکاشگورد – وراثت در نقش لوکاس ماتسون         | - الیزابت دبیکی – تاج در نقش دایانا، شاهدخت ولز - ابی الیوت – خرس در نقش ناتالی «شوگر» برزاتو - کریستینا ریچی – ژاکت زردها در نقش میستی کویگلی - جین اسمیت-کمرون – وراثت در نقش گری کلمن - مریل استریپ – فقط قتل‌های داخل ساختمان در نقش لورتا دورکین - هانا وادینگهام – تد لاسو در نقش ربکا ولتون                 |
| بهترین استندآپ کمدین تلویزیون | |
| - ریکی جرویز – ریکی جرویز: آخرالزمان - ترور نوآ – ترور نوآ: من کجا بودم - کریس راک – کریس راک: هتک حرمت گزینشی - ایمی شومر – ایمی شومر: تماس اضطراری - سارا سیلورمن – سارا سیلورمن: کسی که دوستش داری - واندا سایکس – واندا سایکس: من یک سرگرمی‌ساز هستم                                   | |

#### مجموعه‌ها با نامزدی‌های چندباره
مجموعه‌های تلویزیونی زیر چند نامزدی دریافت کردند:
| نامزدی‌ها | مجموعه                  | توزیع‌کننده              |
| -------- | ----------------------- | ----------------------- |
| ۹        | وراثت                   | اچ‌بی‌او                  |
| ۵        | خرس                     | اف‌ایکس                  |
| ۵        | فقط قتل‌های داخل ساختمان | هولو                    |
| ۴        | تاج                     | نتفلیکس                 |
| ۳        | مشاجره                  | نتفلیکس                 |
| ۳        | دیزی جونز و گروه شش     | آمازون پرایم ویدئو      |
| ۳        | فارگو                   | اف‌ایکس                  |
| ۳        | آخرین بازمانده از ما    | اچ‌بی‌او                  |
| ۳        | تد لاسو                 | اپل تی‌وی پلاس           |
| ۲        | ۱۹۲۳                    | پارامونت پلاس           |
| ۲        | دبستان ابوت             | شرکت پخش رسانه‌ای آمریکا |
| ۲        | بری                     | اچ‌بی‌او                  |
| ۲        | دیپلمات                 | نتفلیکس                 |
| ۲        | همراهان سفر             | شوتایم                  |
| ۲        | وظیفه هیئت منصفه        | آمازون فریوی            |
| ۲        | درس‌های شیمی             | اپل تی‌وی پلاس           |
| ۲        | برنامه صبحگاهی          | اپل تی‌وی پلاس           |

#### مجموعه‌ها با پیروزی‌های چندباره
مجموعه‌های زیر چند جایزه دریافت کردند:
| پیروزی‌ها | مجموعه | دسته‌بندی                                                      | توزیع‌کننده(ها) |
| -------- | ------ | ------------------------------------------------------------- | -------------- |
| ۴        | وراثت  | درام                                                          | اچ‌بی‌او         |
| ۳        | خرس    | موزیکال یا کمدی                                               | اف‌اکس / هولو   |
| ۳        | مشاجره | مجموعه محدود، مجموعه آنتولوژی، یا فیلم ساخته‌شده برای تلویزیون | نتفلیکس        |